# Миминаси
Миминаси (яп. 耳成山, みみなしやま миминаси-яма) — гора вулканического происхождения в Японии на территории города Касихара, в северной части префектуры Нара. Высота составляет 140 м (139,7).
Вместе с горой Аменокагу и горой Унэби относится к так называемым «трём горам Ямато», среди которых является самой северной. Подножие горы составляют гнейсовые породы, а часть среднего склона и выше — андезитовые. На вершине находится воронка потухшего кратера.
Под горой находятся многочисленные святилища, среди которых самым крупным является святилище Мимимнаси-Ямагути.
У южного подножия горы расположены руины Императорского дворца древней японской столицы Фудзивара.
Гора воспета во многих японских древних произведениях, в частности, она упоминается в первом японском поэтическом сборнике «Манъёсю».